# Florian Heesch
Florian Heesch (* 1974 in Peine) ist ein deutscher Musikwissenschaftler.

## Leben
Er erhielt 1993 sein Abitur in Peine und studierte Lehramt Musik, Instrumentalpädagogik (Hauptfach Gitarre), Musikwissenschaft, Musikpädagogik und Germanistik in Hannover, Köln und Göteborg. Nach der Promotion 2006 an Universität Göteborg zu August Strindbergs Dramen in der Oper war er von 2007 bis 2012 wissenschaftlicher Mitarbeiter im Forschungsprojekt „Edda-Rezeption“ am Institut für Skandinavistik an der Goethe-Universität. 2013 wurde er Professor an der Universität Siegen; seit 2015 erweiterte Denomination der Professur für Populäre Musik und Gender Studies.

## Schriften (Auswahl)
- Strindberg in der Oper. August Strindbergs Opernpoetik und die Rezeption seiner Texte in der Opernproduktion bis 1930. Göteborg 2006, ISBN 91-85974-75-7.
- mit Katja Schulz (Hgg.): „Sang an Aegir“. Nordische Mythen um 1900. Heidelberg 2009, ISBN 978-3-8253-5596-8.
- mit Katrin Losleben (Hgg.): Musik und Gender. Ein Reader. Wien 2012, ISBN 978-3-412-20785-4.
- mit Anna-Katharina Höpflinger (Hgg.): Methoden der Heavy Metal-Forschung. Interdisziplinäre Zugänge. Münster 2014, ISBN 978-3-8309-3064-8.